# Idrottsskolan
Idrottsskolan, i Stenungsund startades 1985 av Bengt Johansson och Helena Olofsson. 
Idrottsskolan är egentligen en föregångare till dagens Handslaget. Den innebär att barn i 9-10-årsåldern får prova på 15-16 olika idrotter under två år. Är det någon aktivitet som verkar extra rolig är det sedan bara att ta kontakt med berörd förening.